# Evoramonte
Pour les articles homonymes, voir Evora.
Evoramonte ou Evora-Monte, est un village du Portugal dans l'Alentejo appartenant à la municipalité de Estremoz.

## Géographie
Il est situé à 24 km au nord-est d'Evora.

## Histoire

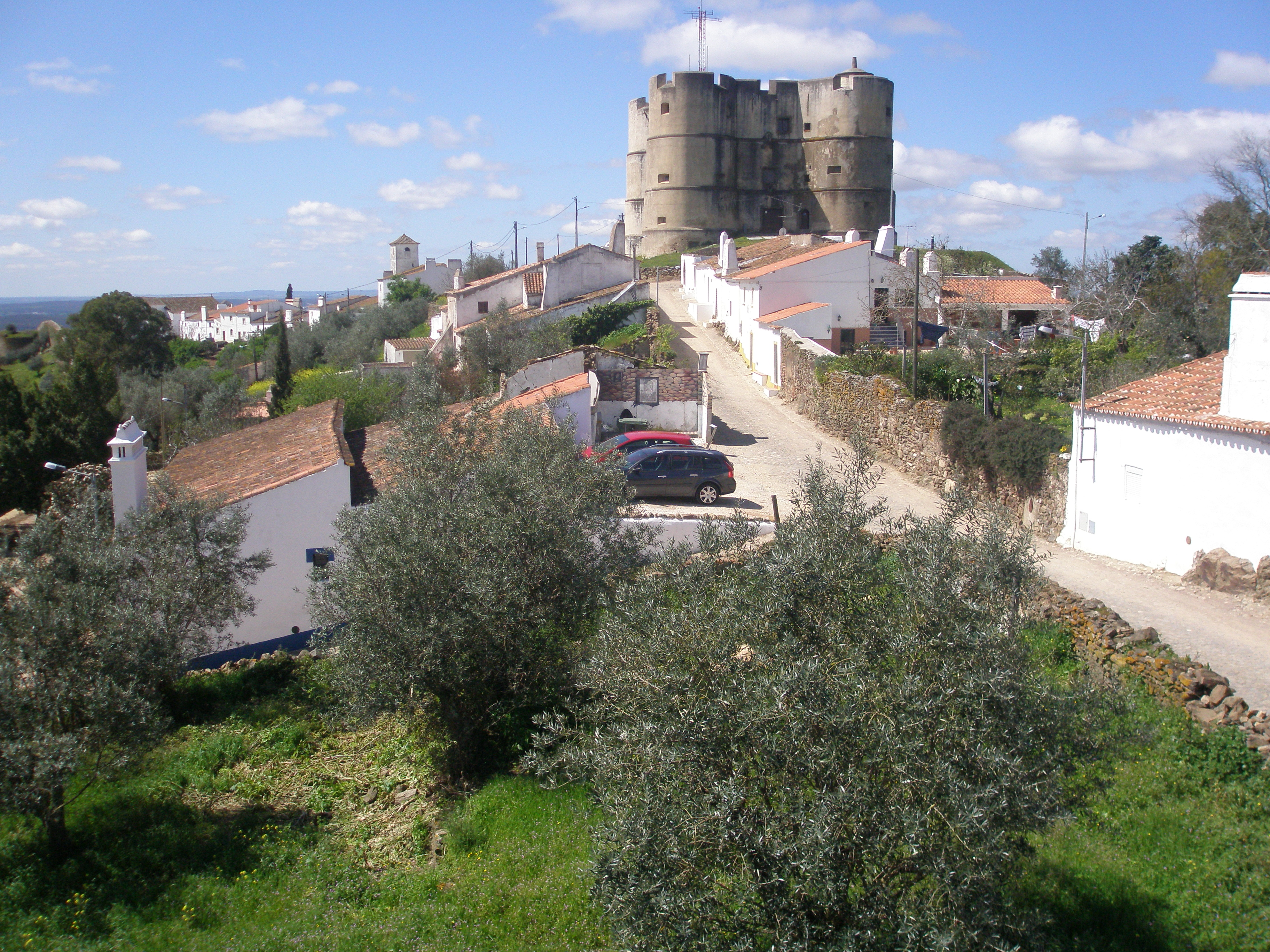
Le village et le château

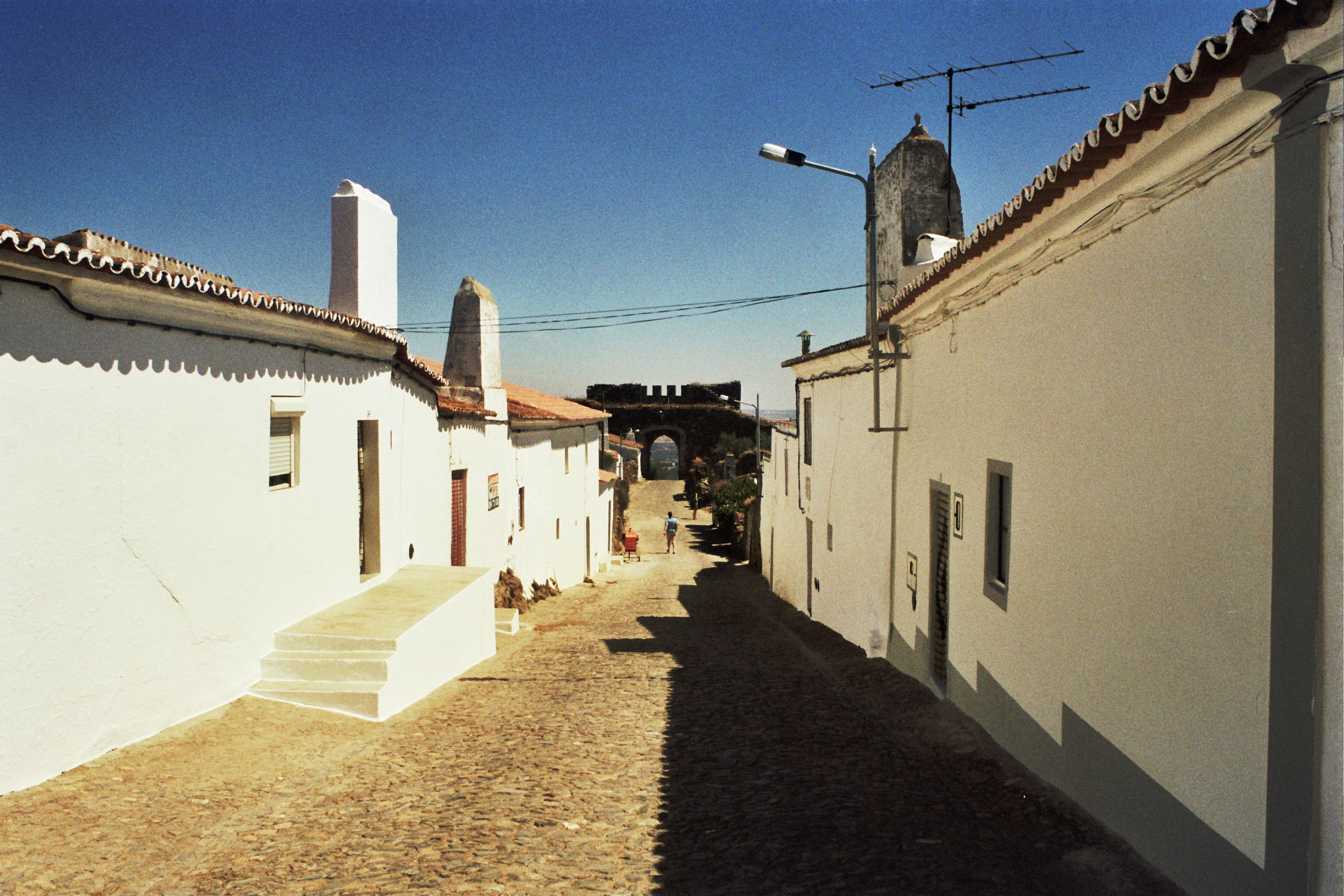
Rue d' Evoramonte

Le village est célèbre pour la convention (Convenção de Evoramonte) qui y fut signée le 26 mai 1834 par laquelle don Miguel renonça au trône de Portugal.